# Harry Mulisch
Harry Kurt Victor Mulisch (Haarlem, 29 juli 1927 – Amsterdam, 30 oktober 2010) was een Nederlandse schrijver.
Mulisch, de zoon van een Oostenrijks-Hongaarse vader die collaboreerde tijdens de Tweede Wereldoorlog en een Duits-Joodse moeder, groeide op tijdens de Tweede Wereldoorlog, die een sterke invloed op hem en zijn schrijverschap had. In 1947 verscheen zijn eerste verhaal (De kamer), in 1952 volgde zijn eerste roman: archibald strohalm. Vele andere werken volgden, waaronder Het stenen bruidsbed (1959), Twee vrouwen (1975), De aanslag (1982) en De ontdekking van de hemel (1992). Zijn laatste roman was Siegfried, verschenen in 2001. 'Magisch-mythisch' is een veelgebruikte aanduiding voor een groot deel van zijn oeuvre.
Mulisch geldt als een van de belangrijkste naoorlogse Nederlandse schrijvers. Hij wordt tot "De Grote Drie" van de naoorlogse Nederlandse literatuur gerekend, waartoe ook Willem Frederik Hermans en Gerard Reve behoren. Mulisch won een groot aantal literaire prijzen, waaronder de Prijs der Nederlandse Letteren en de P.C. Hooft-prijs, beide voor zijn gehele oeuvre. De ontdekking van de hemel werd in 2007 uitgeroepen tot het beste Nederlandstalige boek aller tijden. In oktober 2010 overleed de auteur op 83-jarige leeftijd aan kanker.

## Levensloop

### Geboorte en jeugd

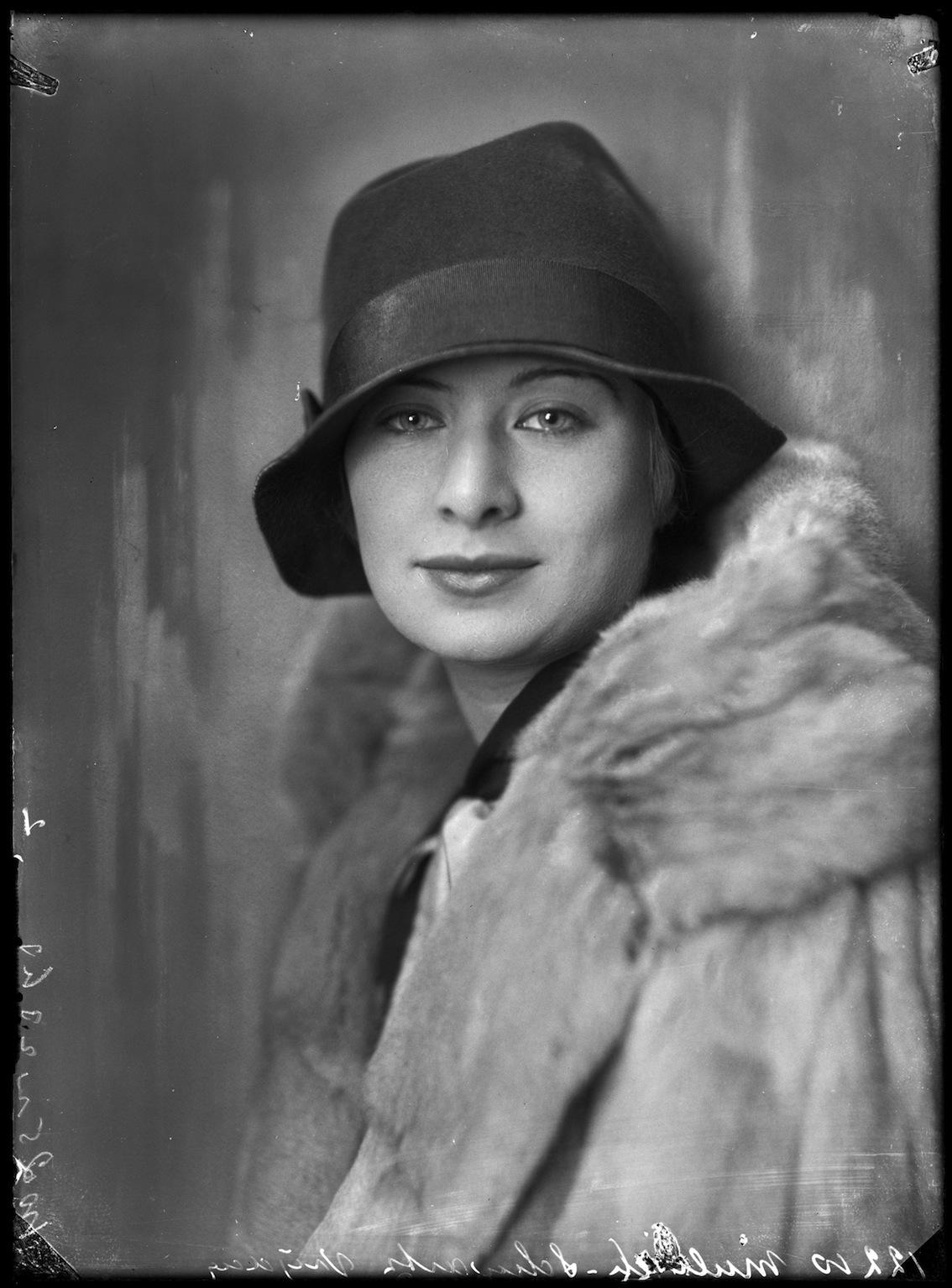
Mulisch' moeder Alice Schwarz

Mulisch' vader Kurt Victor Karl Mulisch werd in 1892 geboren in Gablonz an der Neiße in het toenmalige Oostenrijk-Hongarije, nu Jablonec nad Nisou in Tsjechië. In de Eerste Wereldoorlog was hij commandant van een batterij zware bereden veldartillerie aan het Russische, Italiaanse en Franse front. Na de oorlog emigreerde hij naar Nederland. Mulisch' moeder Alice Schwarz zag op 16 maart 1908 in Antwerpen het levenslicht als dochter van een Oostenrijks-Joodse bankier uit Frankfurt am Main. Wegens hun vriendschappelijke contacten met Duitse officieren vluchtte het gezin Schwarz na de Eerste Wereldoorlog van Vlaanderen naar Nederland. Aldaar ontmoetten Karl Mulisch en Alice elkaar via haar vader, die de oorlogsveteraan aan een baan hielp. Naar aanleiding van deze samenloop van omstandigheden zou Mulisch later concluderen dat hij zijn bestaan te danken had aan de Eerste Wereldoorlog.
In april 1926 trouwden Karl Mulisch en Alice Schwarz in Amsterdam en uit het huwelijk werd op 29 juli 1927 hun enige zoon Harry geboren op het adres Westerhoutpark 16 te Haarlem, waar de familie zich had gevestigd. Harry werd grotendeels opgevoed door de huishoudster, Frieda Falk, die in 1891 geboren werd in Posen in het toenmalige Duitse Keizerrijk, thans Poznań in Polen. Met haar reisde de vierjarige Harry, die gedeeltelijk in het Nederlands en in het Duits werd opgevoed, in het najaar van 1931 naar Berlijn (ten tijde van de Weimarrepubliek) en verdwaalde er in het labyrint van de  Tiergarten. Naar eigen zeggen zouden dit de plaats en het moment geweest zijn waarop de voorwaarden voor zijn schrijverschap tot stand kwamen.
Mulisch leerde schrijven op een particulier instituut in Haarlem, dat hij van 1933 tot 1939 bezocht. In deze jaren schreef Harry al zijn eerste verhaal, De pottebakker, over een komisch voorval op school. In 1936, toen Mulisch negen was, scheidden zijn ouders. Zijn moeder verhuisde naar Amsterdam en in 1951 emigreerde ze naar Berkeley in Californië (dit adres staat in het overlijdensbericht van Karl Mulisch op 10 juli 1957). Ze overleed op 2 januari 1996 in San Francisco. Harry bleef bij zijn vader, Kurt Victor Karl Mulisch, K.V.K. zoals hij hem later in zijn geschriften vaak noemde, in Haarlem. Zijn vader werd na de vrolijke jaren twintig zwaarmoedig. Bovendien daalde zijn inkomen waardoor de afgeslankte familie een aantal keren naar kleinere woningen verhuisde.
In de jaren dertig kreeg Mulisch grenzeloze interesse in de chemie, die was gewekt door het jongensboek De ongelooflijke avonturen van Bram Vingerling (1927) van Leonard Roggeveen. Later besefte Mulisch dat Bram Vingerling in feite de alchemie beoefende, een van de belangrijkste thema's uit zijn oeuvre.

### Tweede Wereldoorlog en revelatie van een jonge schrijver

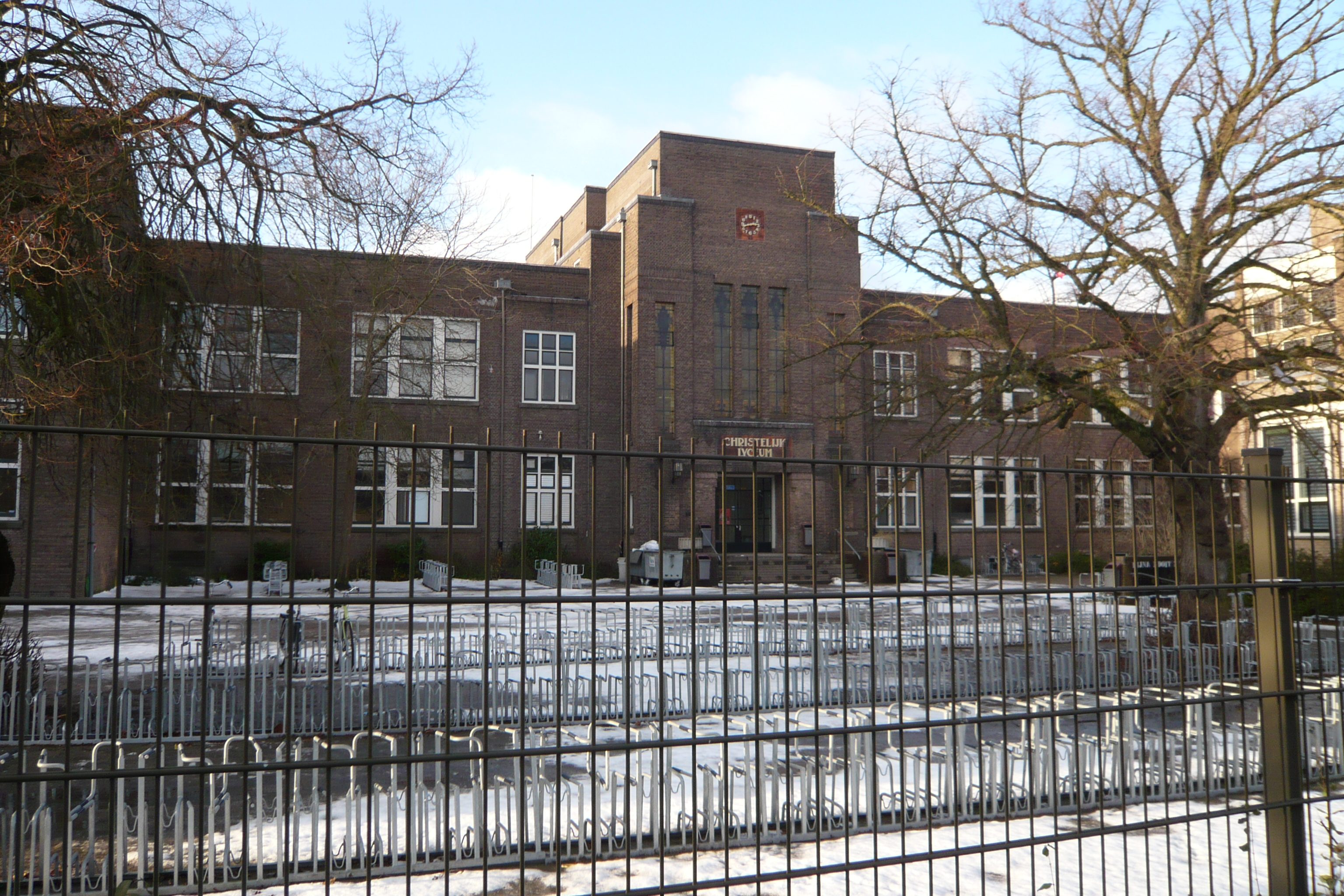
Mulisch volgde vier jaar les aan het Eerste Christelijk Lyceum in Haarlem, maar maakte zijn school niet af.

Met de kreet "Krieg, Krieg! Herr Mulisch! Es ist Krieg! Die Deutschen sind da!", uitgeschreeuwd door opvoedster Frieda, begon voor de twaalfjarige Harry de Tweede Wereldoorlog. In de oorlogsjaren was Mulisch' vader in opdracht van de nazi's directeur personeelszaken van Lippman-Rosenthal & Co. Dit bankiershuis had de taak geconfisqueerde Joodse bezittingen, zoals tegoeden, effecten en andere kostbaarheden, te 'beheren'. Dankzij de samenwerking met de nazi's was K.V.K. Mulisch in staat zijn Joodse ex-vrouw en zijn (volgens de nazi-ideologie "half-Joodse") zoon uit Duitse handen te houden. Harry's groot- en overgrootmoeder van moederskant werden in 1943 naar concentratiekampen weggevoerd. Na de bevrijding werd de vader van Mulisch opgepakt wegens collaboratie.
Doordat Mulisch de zoon was van een collaborateur en van een Joodse vrouw (en kleinzoon van slachtoffers), leefde hij in een merkwaardige positie. Deze omstandigheden leverden stof op voor een groot deel van zijn werk. Het maakte hem duidelijk hoe ingewikkeld begrippen als 'goed', 'kwaad' en 'schuld' liggen. Dit is waar zijn werk vooral over gaat. Een gevleugelde uitspraak van Mulisch was: "Ik heb de oorlog niet zo zeer 'meegemaakt', ik 'ben' de Tweede Wereldoorlog".
In 1941 verhuisde Mulisch met zijn vader en Frieda naar de Anna van Burenlaan in Haarlem. Mulisch verklaarde het belang van dit huis in zijn leven: "In dat huis is het allemaal gebeurd. Daar beleefde ik de oorlog. Daar schreef ik mijn eerste verhalen en romans. Daar ging ik voor het eerst met een meisje naar bed". Na vier jaar aan het Eerste Christelijk Lyceum van Haarlem bleef hij weg van school. Directe aanleiding was het zakken voor een herexamen, de dag na Dolle Dinsdag (5 september 1944), waarna Mulisch een autodidact pur sang werd.
Aanvankelijk produceerde Mulisch in zijn kamertje chemieboeken die voor iedereen toegankelijk moesten zijn. Maar ondanks zijn zelfverklaarde afkeer van literatuur werd Mulisch wel degelijk beïnvloed door bepaalde schrijvers. Edgar Allan Poe was de eerste invloed op de jonge Mulisch, wat blijkt uit zijn eerste probeersels. Van Thomas Mann leerde hij de discipline om elk woord, iedere zin af te wegen, terwijl hij tegelijkertijd diep onder de indruk raakte van de overvloedige stijl van Dostojevski. Jorge Luis Borges was in de jaren zestig de laatste auteur die hem genoeg kon boeien om diens oeuvre te verslinden. Verder las hij naar eigen zeggen nooit veel literatuur, alleen het hoogst noodzakelijke om op de hoogte te blijven van collega-schrijvers. Hij zei dan ook van zichzelf: "Ik ben een schrijver, geen lezer".
Het volgende teken van Mulisch' schrijverstalent was het verhaal De kamer, dat op 8 februari 1947 in Elseviers Weekblad werd gepubliceerd. Het gaat over iemand die in zijn jonge jaren verwonderd was over een kamer. Hij kan de bekoring niet verklaren, totdat hij veertig jaar later terugkeert en de kamer bewoont. Dan komt hij erachter waarom deze kamer hem fascineerde: het blijkt zijn sterfkamer te zijn.
De jonge Mulisch hield zich eind jaren veertig bezig met occultisme, spiritisme en toneel. Hij sloot zich aan bij het Amsterdamse Reis-Opera-Gezelschap en trok met een operette voor arbeiders door de polder. Inmiddels was hij in 1949 begonnen aan zijn eerste volwassen roman. Pas na twee jaar intensief schrijven zou hij zijn debuut archibald strohalm afronden.

### Privéleven
In 1971 trouwde Mulisch met Sjoerdje Woudenberg. Met haar kreeg hij twee dochters. Vanaf 1987 was hij samen met zijn vriendin Kitty Saal, met wie hij een zoon kreeg.

## Publicaties

### 1952–1959

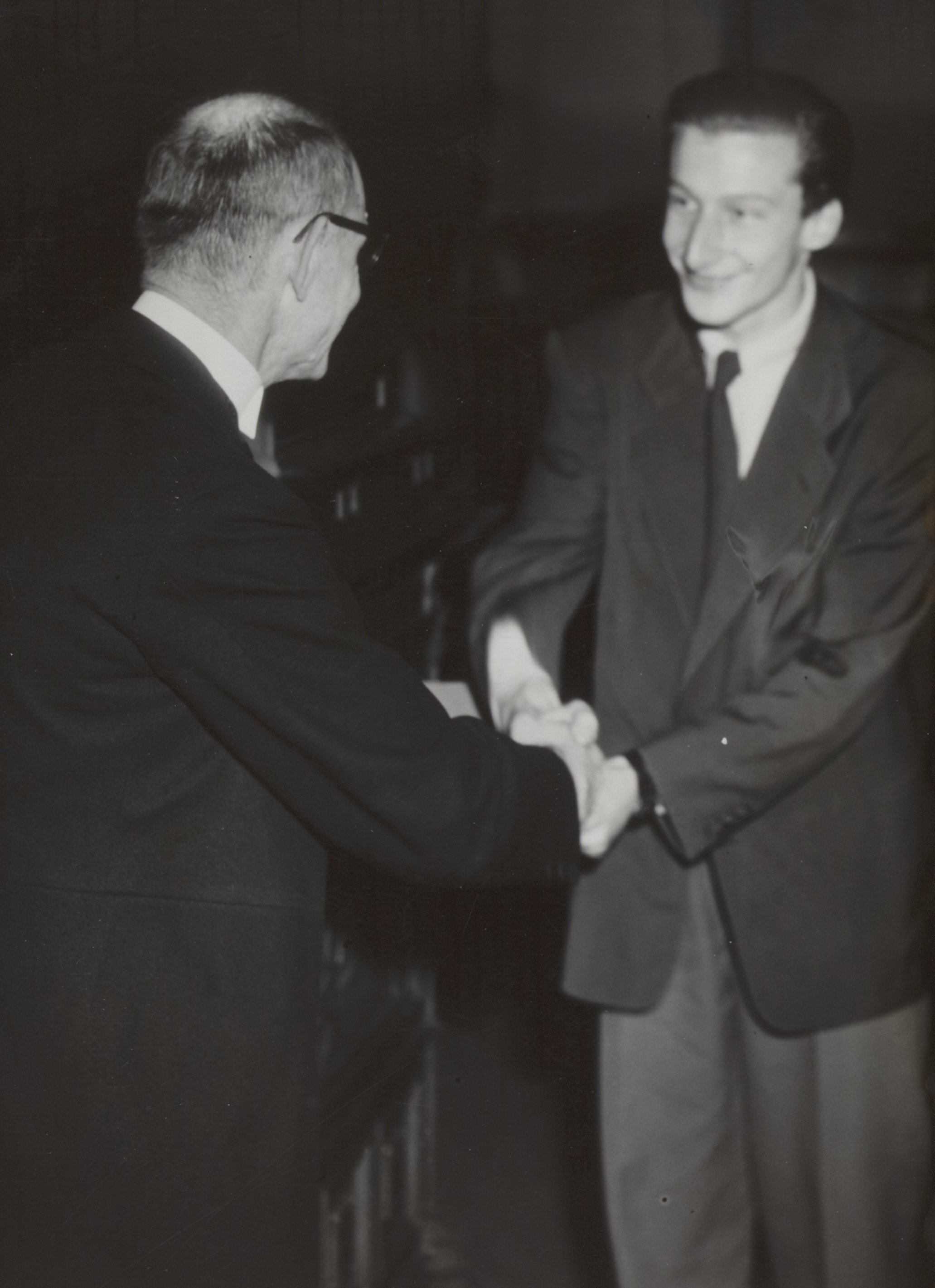
Voor het manuscript van archibald strohalm won Mulisch in 1951 zijn eerste prijs, de Reina Prinsen Geerligsprijs.

Omdat hij het verhaal De kamer (1947) en de novelle Tussen hamer en aambeeld (1952) kwalitatief onder de maat vond, besloot Mulisch zijn literaire carrière opnieuw te beginnen met een roman waaraan hij twee jaar werkte: archibald strohalm (1952), een boek waarin het mythisch-magische element een belangrijke rol speelt. Hij won er de Reina Prinsen Geerligsprijs mee, een prestigieuze onderscheiding die enkele jaren voordien Gerard Reve ten deel was gevallen met De Avonden. archibald strohalm zette meteen de toon voor de eerste periode van Mulisch' schrijverschap. In de jaren 1952 tot 1959 overheerste een sterk mythische invloed. Gewoonlijk laat Mulisch zijn proza beginnen met een tafereel uit het alledaagse leven dat, naarmate het verhaal vordert, uitmondt in wonderbaarlijke en bovennatuurlijke motieven waarin niet zelden de alchemie een belangrijke rol speelt. Mulisch plaatste zichzelf met zijn 'abstract realisme' in een uitzonderlijke positie in de Nederlandse literatuur, waarin het realisme sterk overheerste.
Na de Mulisch-God-associatie in de verhalenbundel Chantage op het leven (1953), de roman De diamant (1954), een lineair verhaal over de geschiedenis van een diamant door de eeuwen heen, De sprong der paarden en de zoete zee (1955), een novelle over de onbeantwoorde liefde van een schooljongen en de verdrinkingsdood van een Schoklandse visser en diens broers, en de absurde verhalen over de heer Tiennoppen in Het mirakel (1955), schreef hij in 1956 Het zwarte licht. Deze 'kleine roman' handelt over Maurits Akelei, een stadsbeiaardier, die zijn zesenveertigste verjaardag viert, maar grotendeels 23 jaar terug in de tijd leeft, toen zijn vriendin Marjolein overspel pleegde. Zijn leven verging op die dag figuurlijk zoals op de dag van handelen, 20 augustus 1953, de apocalyps verkondigd wordt. Het mythische aspect wordt tot uiting gebracht in het laatste hoofdstuk, waarin Akelei de wereld zichtbaar ten onder ziet gaan. De verhalenbundel De versierde mens (1957) bevat eveneens een aantal magische verhalen. Een nooit gepubliceerd kort verhaal dat Mulisch in 1953 schreef naar aanleiding van de Watersnoodramp, werd in de zomer van 2008 ontdekt in het archief van de Literaire Uitgeverij De Beuk. Het Letterkundig Museum in Den Haag kocht het verhaal op 8 september 2008 bij veilinghuis De Eland.
In 1959 sloot Mulisch de eerste periode af met het gewichtige Het stenen bruidsbed. Deze roman gaat over het bombardement op Dresden in februari 1945. Mulisch was de eerste schrijver, die dit literair verbeeldde. En de enige, die het beschrijft vanuit de bombardeerder. Norman Corinth, boordschutter in een van de bommenwerpers, is dertien jaar later terug in Dresden en wordt geconfronteerd met zijn verrichtingen in de oorlog. Mulisch' idee achter het verhaal is de eeuwigheid van de oorlog en het fenomeen van de oorlogsmisdadiger. De auteur toont de synchronie tussen de Tweede Wereldoorlog en de Trojaanse Oorlog. Corinth zet hij naast Attila de Hun, Dzjengis Khan en Hitler. Het schakelen tussen verschillende tijden is kenmerkend voor Mulisch' filosofie over de tijd. De schrijver probeert in bijna al zijn boeken de tijd stil te zetten. Naast de tijdsdimensie filosofeerde de auteur in Het stenen bruidsbed over het verschil tussen de geschiedenis en de antigeschiedenis. De compositie van de roman is gedeeltelijk gebaseerd op de Ilias van Homerus.

### 1959–1972

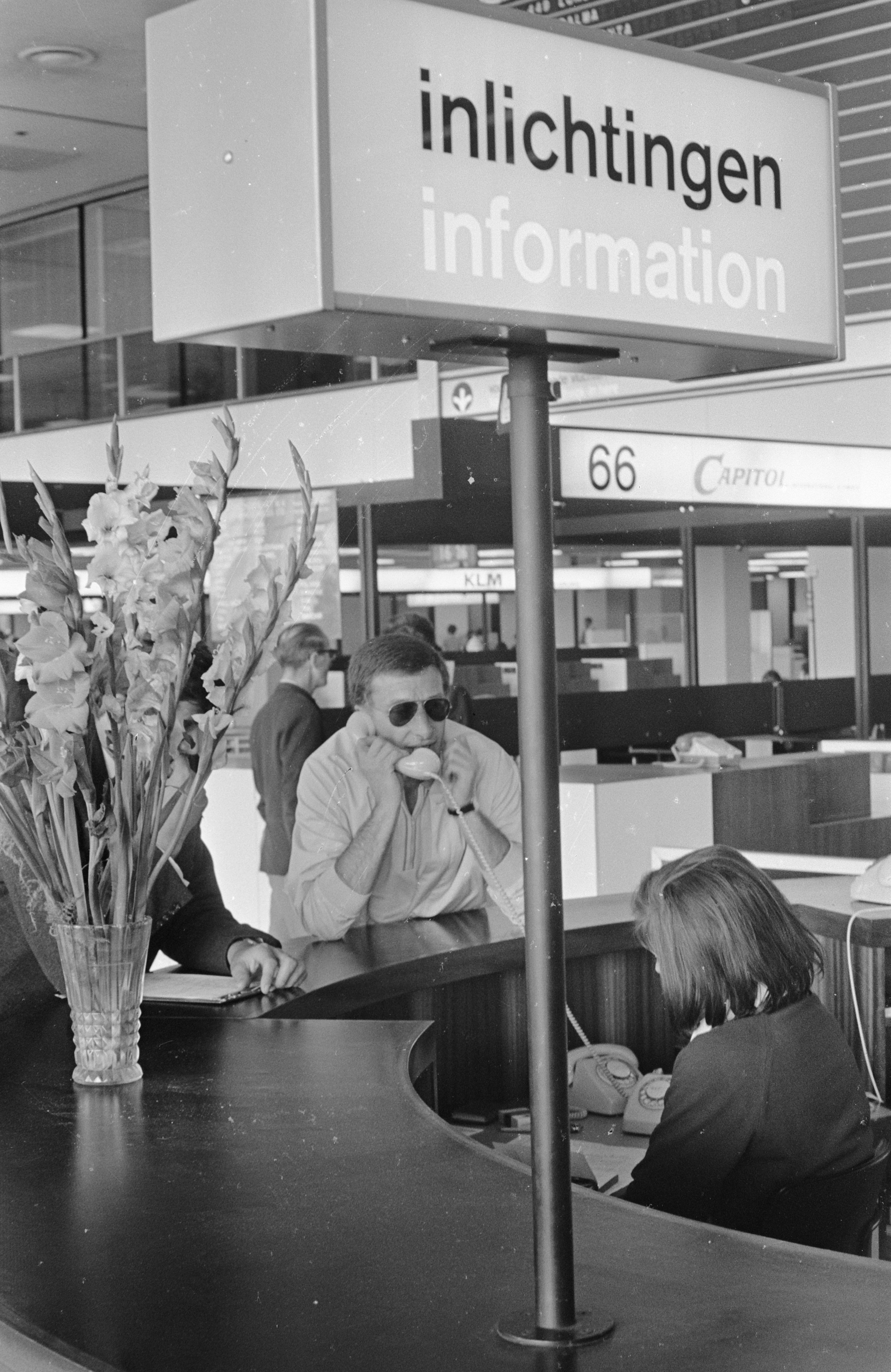
Mulisch belt in de vertrekhal van luchthaven Schiphol om te vragen of hij nog een ticket naar Cuba kan krijgen (1968). Vanaf de jaren zestig nam Cuba een belangrijke rol binnen het denken en schrijverschap van Mulisch in.

Het stenen bruidsbed markeerde het begin van de tweede periode, die globaal parallel loopt met de jaren zestig. De roman vormt het scharnier tussen de mythische verhalen van de jaren vijftig en het engagement van de jaren zestig. De gebeurtenissen uit de jaren zestig worden in deze periode voornamelijk beschreven in studies en tijdsgeschiedenissen. Mulisch' verklaring voor deze koerswijziging zag hij in de dreigende atoomoorlog: 
Het is oorlog. En in oorlogstijd moet men zich niet bezig houden met het schrijven van romans. Dan zijn er echt wel belangrijker dingen te doen.
 Eigenlijk verschool de schrijver zich achter een schrijversblok. Hij werkte in deze periode nog aan een aantal andere romans, maar wist deze niet te voltooien.
Na het toneelstuk De knop (1960), over de ondergang van de wereld door de atoombom, schreef hij in 1961 Voer voor psychologen, een bundeling die door zijn autobiografische en exhibitionistische karakter als een sleutelboek in zijn oeuvre wordt beschouwd. Een jaar later kwam De zaak 40/61 uit. Deze reportage werd samengesteld uit zijn artikelen voor Elseviers Weekblad over het proces tegen de nazi Adolf Eichmann in Jeruzalem. Daarnaast ondernam Mulisch voor deze studie reizen naar Auschwitz, Berlijn en Israël. Met deze studiereizen legde hij in dit 'verslag van een ervaring' de nadruk op de achtergronden waardoor hij dichter bij de wortels van het kwaad kwam. Zelfs in dit sobere, bijna journalistieke boek is de schrijver in staat het incidentele binnen een bijna mythisch historisch kader te plaatsen.
Eichmann had een destructieve invloed op het schrijverschap van Mulisch, wat in een impasse resulteerde. De ideeën waren er wel, maar de auteur wist ze niet in een vorm te gieten. Hij zocht als alternatief zijn heil in non-fictieve, geëngageerde boeken.
Pas vier jaar na De zaak 40/61, verscheen Bericht aan de rattenkoning (1966), een boek over de rellen van Provo in Amsterdam en de reacties van wat Mulisch als het 'regentendom' bestempelde. Hij presenteerde het boek niet enkel als een verslag over de gebeurtenissen, maar ook als een onderdeel daarvan. Zijn linkse sympathieën werden nog een stuk manifester in Het woord bij de daad (1968). In dit boek, gebaseerd op zijn ervaringen in Cuba, waar hij ook Fidel Castro ontmoette, bestudeert de schrijver de revolutionaire maatschappij en het mechanisme van de guerrillastrijd op het revolutionaire Cuba. Mulisch verkeert dan in marxistisch vaarwater. Na de Telegraafrellen op 14 juni 1966 noemde Mulisch Godfried Bomans, die de anonieme schrijvers van een pamflet dat tot protest had opgeroepen had veroordeeld, een "verrader"; Bomans werd met de dood bedreigd en moest door de politie worden bewaakt. De opera Reconstructie (1969), waarvan hij in samenwerking met Hugo Claus het libretto schreef, ging over Che Guevara.
De verteller uit 1970 was de eerste roman sinds 1959, maar lijkt meer op een kluwen van hermetische teksten. Het onbegrepen verhaal kreeg dan ook vernietigende kritieken. De auteur was ontstemd en verklaarde een en ander in De verteller verteld (1971), waarin hij tevens de ontstaansgeschiedenis uit de doeken deed, daarbij refererend aan Goethes Urfaust. Het boek verschaft daarnaast inzicht in de redenen dat zoveel andere romans in het voorbije decennium mislukt waren. Eveneens in 1971 schreef Mulisch De affaire Padilla, een nawoord over de revolutie op Cuba. In De toekomst van gisteren uit 1972 blikte hij terug op de culturele revolutie van de jaren zestig. Naast een verklaring over de mislukte roman De Verteller, bevat het boek een overzicht van de Koude Oorlog, een verslag van een bezoek aan de ex-nazi Albert Speer en een verslag over zijn ervaring in Parijs in mei 1968, waarin Mulisch het optimisme en de doeltreffendheid van de manifestaties en opstanden uit de jaren zestig relativeert.

### 1972–1982

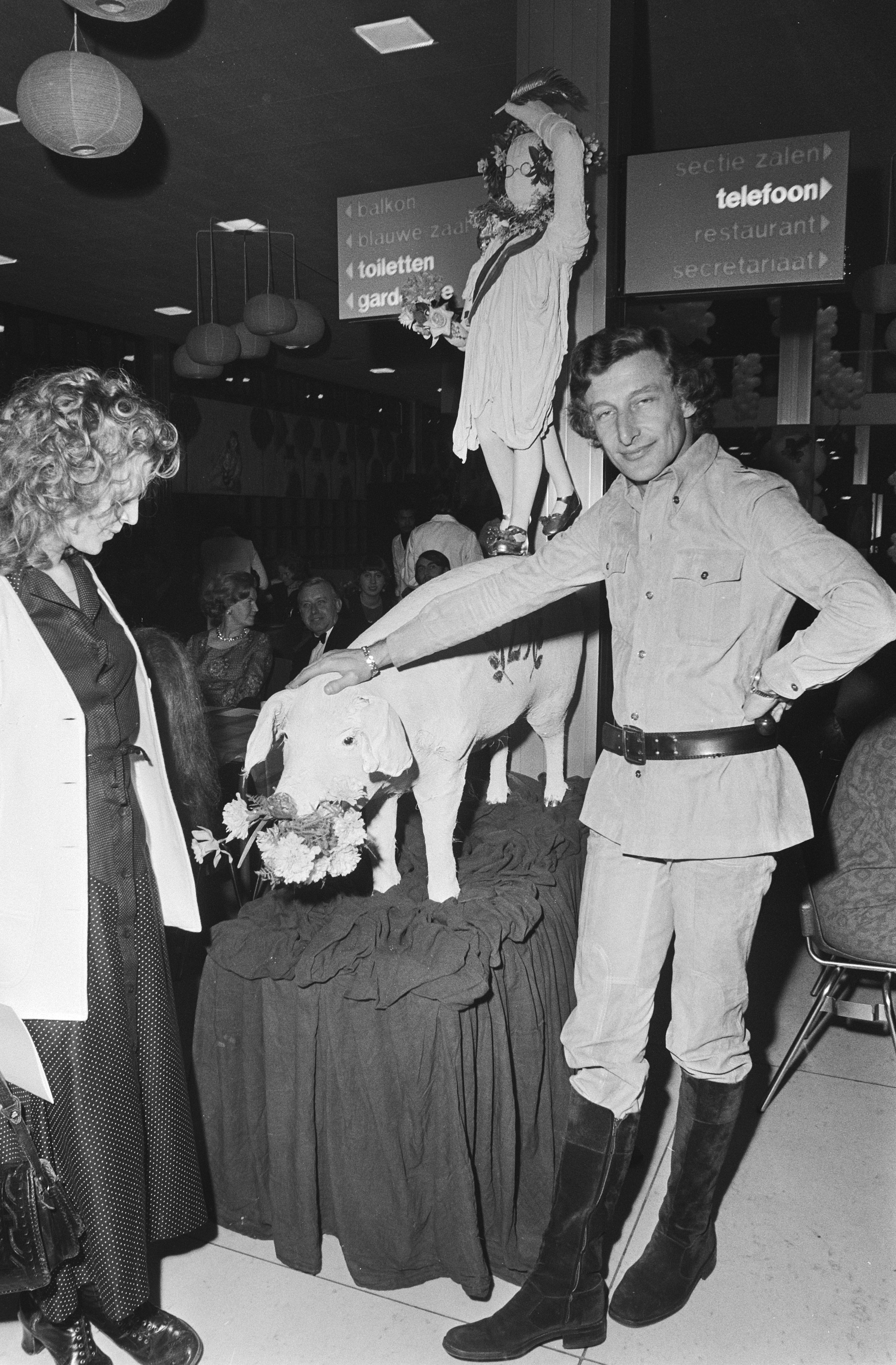
Mulisch en "varken" (Boekenbal 1971)

Met De toekomst van gisteren sloot hij de tweede periode (1959-1972) af. Het engagement met de wereldpolitiek nam in de maatschappij gestaag af en leek te stranden in de restauratie van de jaren zeventig. Ook in Mulisch' oeuvre was deze tendens aanwijsbaar. Met een lagere frequentie zagen essays het levenslicht, terwijl hij zich juist meer aan poëzie (vanaf 1973, een nieuwe dimensie in zijn oeuvre), verhalen (vanaf 1976) en toneelstukken ging wijden. Ook schreef hij  Volk en vaderliefde (gepubliceerd 1975, uitgezonden 1976) voor de Herodotusreeks van de VPRO. Bovendien manifesteerde de filosofische en psychologische Mulisch zich als nooit tevoren. Ingetogener dan in de jaren vijftig greep hij terug naar de mythologie. Vooral zijn interpretatie van de Oedipus-mythe is rijkelijk verwerkt in zijn theaterstukken (Oidipous Oidipous, 1972), studies (Het seksuele bolwerk, 1973), poëzie (De wijn is drinkbaar dankzij het glas, 1976), verhalen (Oude lucht, 1977) en in de succesvolle roman Twee vrouwen uit 1975.
Dit laatste boek bevat onder de schijnbaar doorzichtige oppervlakte van het verhaal over een lesbische verhouding een mythologische ondergrond door de verwerking van de Orpheus-mythe. In vergelijking met de romans uit de jaren vijftig en De verteller uit 1970 houdt Mulisch zijn verhaal stilistisch in toom. Deze tendens zal voortgezet worden in de romans uit de jaren tachtig en negentig. Daartegenover is zijn omstreden filosofisch getint magnum opus, De compositie van de wereld uit 1980, volgens Mulisch zelf "grondtoon" van geheel zijn oeuvre, voor velen moeilijk te doorgronden ondanks de zakelijke toon en ondanks de vele voorbeelden en illustraties bij zijn denkconstructie.

### 1982–2010

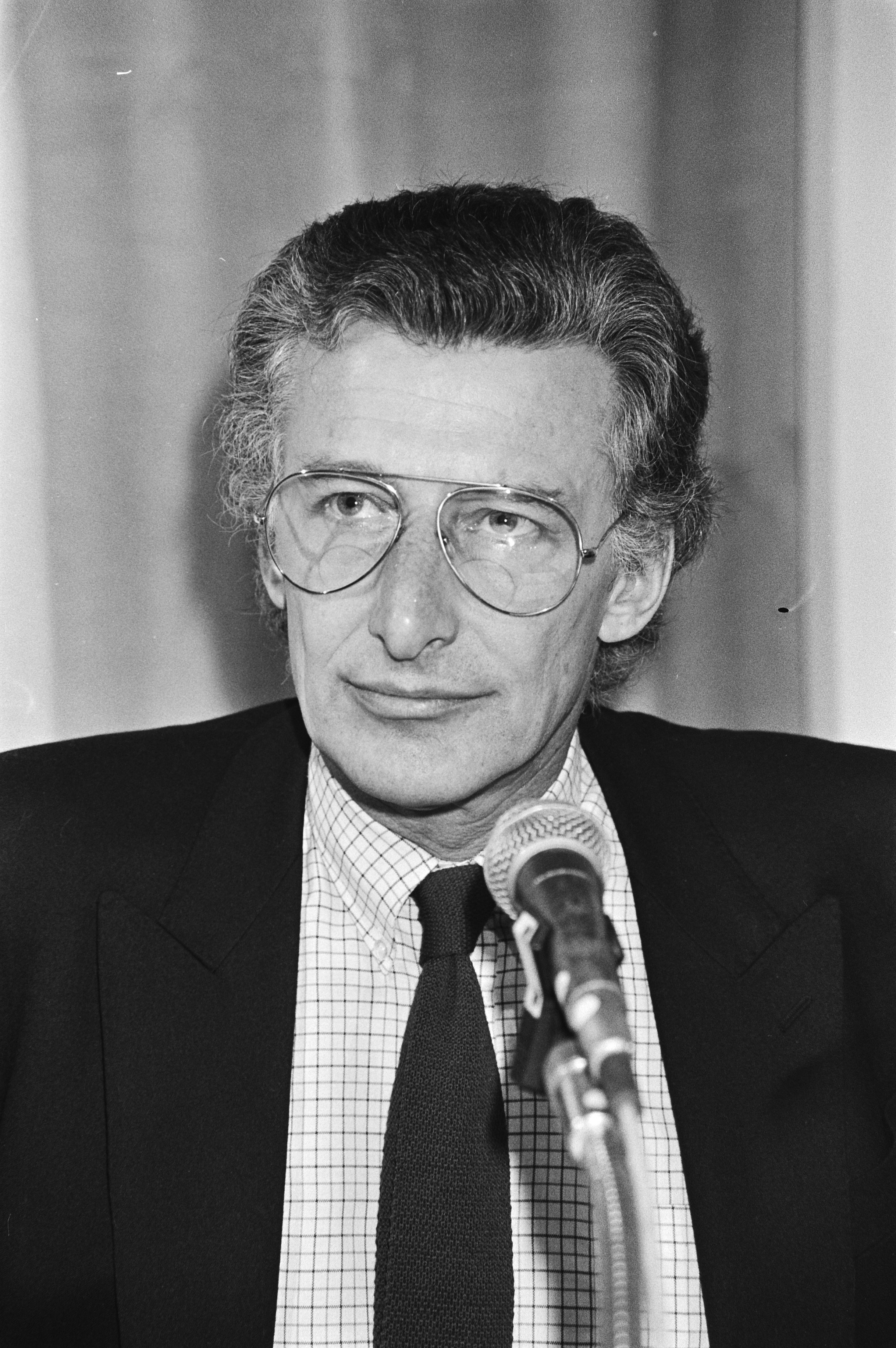
Mulisch bij een politiek debat in Amsterdam met Joop den Uyl en Hans van Mierlo in 1981.

Als er een vierde periode kan worden aangeduid in het oeuvre van Mulisch, dan begint die met zijn bekendste boek: De aanslag uit september 1982, dat in 1986 verfilmd zou worden. Hoewel de jaren zeventig (1972-1982) en de decennia daarna (1982-2010) inhoudelijk overeenkomstig zijn, kan er op twee vlakken een onderscheid worden gemaakt. Enerzijds genoot de auteur een bijna goddelijke status die hij had verkregen door het eclatante commerciële succes van enkele van zijn boeken in het buitenland. Zijn boeken konden altijd al op gretige aftrek rekenen (met uitzondering van De compositie van de wereld), maar de aantallen die in zeer korte tijd van De aanslag en De ontdekking van de hemel verkocht werden, overtroffen alle verwachtingen. Een ander verschil is de stilistische helderheid. Het lijkt alsof de schrijver na dertig jaar de ultieme vorm heeft gevonden en zijn schrijverschap naar een nieuw hoogtepunt stuwt. Een van de voornaamste Mulisch-onderzoekers, Frans de Rover, stelt vast:
Met 'De aanslag' en 'Hoogste tijd' staat Mulisch op het toppunt van zijn schrijfkunst: literair lijkt hij alles te kunnen; nationale en internationale waardering vallen hem ten deel. Tegen de achtergrond van die comfortabele kunstenaarspositie ontstaat het werk na 1982, dat in veel opzichten 'virtuositeit' uitstraalt: Mulisch speelt een geraffineerd spel met zichzelf en met zijn oeuvre.
Voor het eerst werd Mulisch door critici op handen gedragen.
De aanslag is de eerste Nederlandse bestseller waarvan wereldwijd meer dan een miljoen exemplaren zijn verkocht. Het boek gaat over de represailles op een Haarlemse familie naar aanleiding van een aanslag op een collaborateur, een politieofficier en NSB-lid. De jongste zoon, Anton Steenwijk, overleeft de catastrofe als enige en in de loop van zijn leven tracht hij via ontmoetingen met betrokkenen van de aanslag de ware toedracht te achterhalen. Het verhaal is opgedeeld in vijf episoden: januari 1945, de aanslag; 1952, de Korea-oorlog; 1956, Hongarije; 1966, Provo en Vietnam; en 1981, de demonstraties tegen de plaatsing van NAVO-kernraketten. Per episode komt Anton steeds dichter bij de ware toedracht van de misdaad.
In deze zelfde tijd schreef Mulisch zijn laatste twee poëziebundels: Gran (1982) en Egyptisch (1983). 'Gran' was een imaginaire stad, naar aanleiding waarvan Mulisch met documentairemaker Cherry Duyns een reis maakte, langs plaatsen die in zijn werk een belangrijke rol speelden (Berlijn, Neurenberg, Athene, Egypte en Jeruzalem). De stad Gran speelt ook in 'Egyptisch' een belangrijke rol - een bundel die niet zozeer over Egypte handelt, al komen er symbolen in voor die naar de Egyptische cultuur verwijzen. Het gaat in het thema Egypte meer over de onderbewuste lagen van de cultuur en menselijke geest, een sterk door Sigmund Freud beïnvloed thema. In 2020-2021 wijdde het Allard Pierson Museum in Amsterdam een tentoonstelling aan de Egyptische motieven in Mulisch' werk, en zijn bezit van Egyptische kunstvoorwerpen.
Naast een aantal essays en lezingen, schreef Mulisch scheppend proza, zoals Hoogste tijd (1985), over de ondergang van een oude toneelspeler, De pupil (1987), De elementen (1988) en het fantastische verhaal Het beeld en de klok (1989). In 1984 hield Harry Mulisch in Leiden de Huizingalezing onder de titel 'Het Ene'.
In 1992 verscheen zijn 901 bladzijden en 65 hoofdstukken tellende opus magnum: De ontdekking van de hemel. Mulisch manifesteerde zich in dit verhaal als 'de meester', god-gelijk. Hij laat het verhaal door engelen vertellen. Het is een roman waarin alle mythologische en filosofische registers worden opengetrokken. De vriendschap tussen Onno Quist en Max Delius is de voorbode van de geboorte van Quinten, die (in 1985) de uitverkorene is tot een goddelijke opdracht. Die goddelijke opdracht is een waarschuwing tegen de verworden maatschappij.
In 1996 verscheen een boekje met een facsimile van de eerste versie van De aanslag, dat de titel De oer-aanslag meekreeg. In de herfst van 1998 zag de roman De procedure het licht. Het is de ultieme prestatie om leven te kunnen construeren, die Mulisch hier fascineert. Victor Werker construeert met DNA-knipsels de Eobiont. De roman is ingewikkeld opgebouwd, alles hangt met alles samen, zoals alle levensvormen op onze aarde verstrengeld zijn.

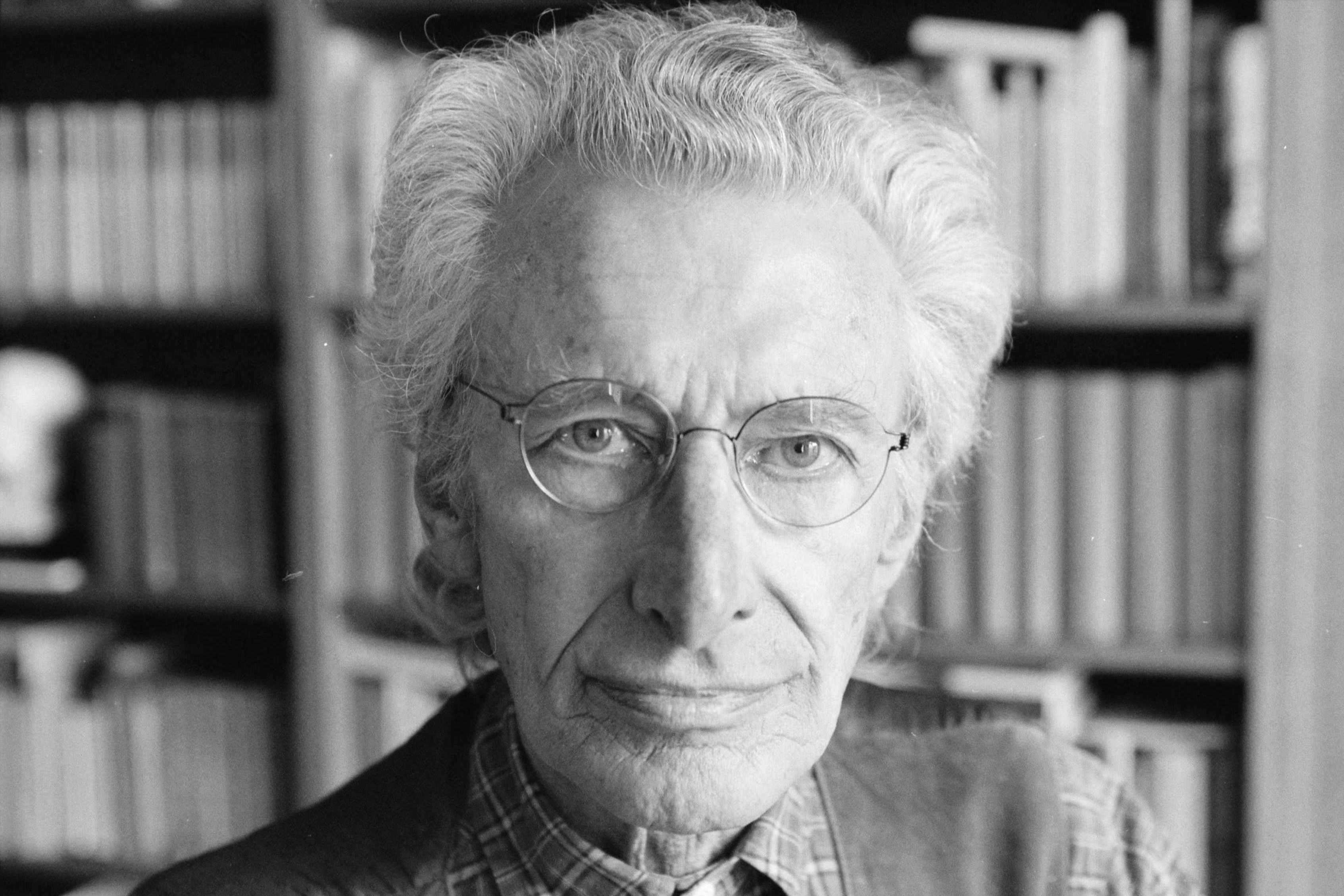
Harry Mulisch in 2001

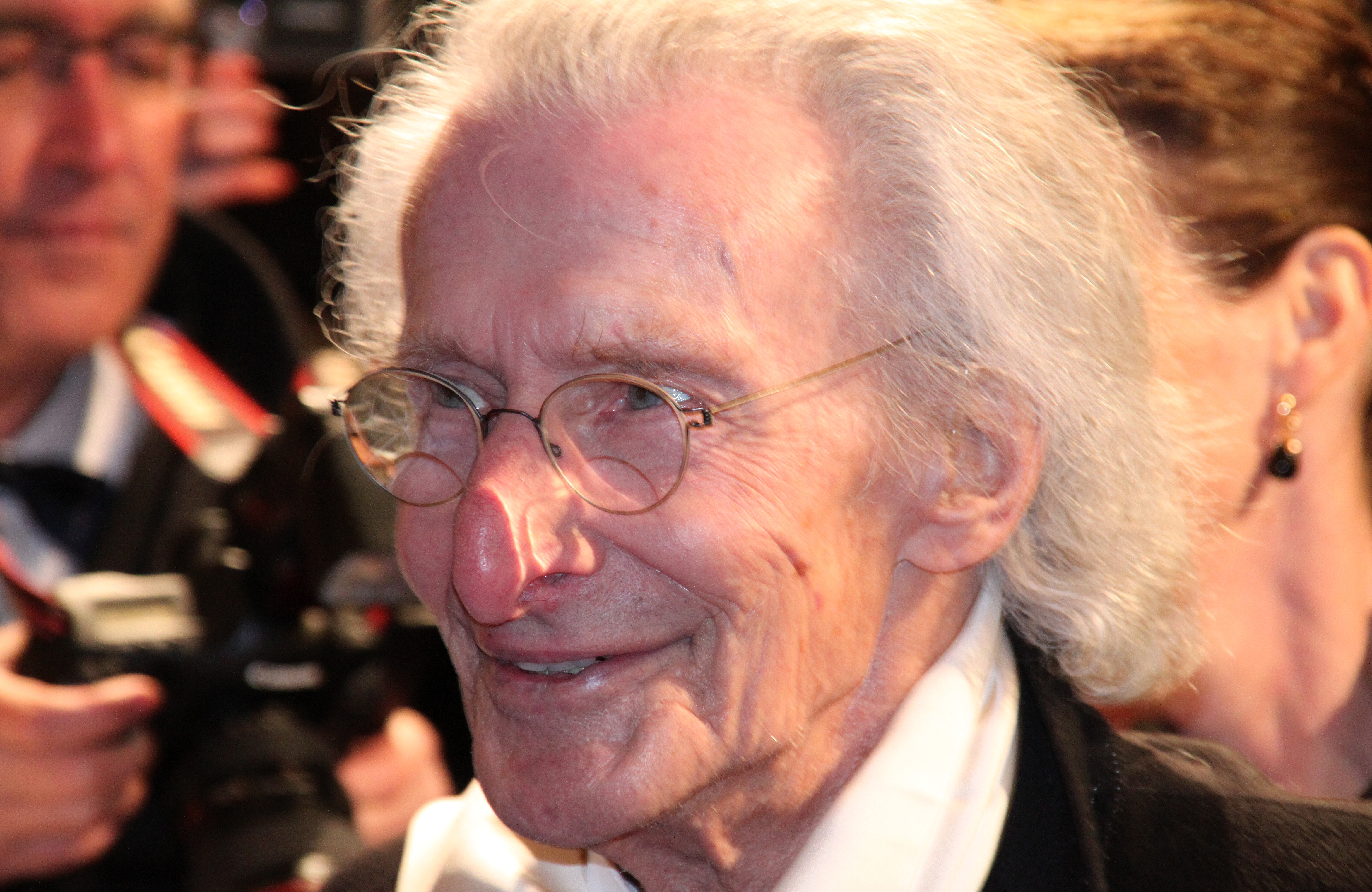
Mulisch - voorjaar 2010

Naar aanleiding van de Boekenweek schreef Mulisch in 2000 het boekenweekgeschenk, Het theater, de brief en de waarheid. Deze novelle, over de affaire-Jules Croiset, werd in een recordoplage van 760.000 exemplaren uitgegeven en speciaal voor de Boekenweek ging de auteur op tournee door Nederland. Dat de oorlog na meer dan vijftig jaar schrijverschap nog steeds een inspiratiebron was, bewees Siegfried (2001), een roman waarin Mulisch pretendeert met de zoon van Hitler de nazileider te doorgronden. Zoals in zijn hele oeuvre doet hij hierbij een beroep op filosofische en mythologische motieven.
In januari 2006 ontstond enige commotie door een pamflet van de journalist Dick Verkijk, waarin deze beweerde dat Mulisch in de Tweede Wereldoorlog lid van de NSB-organisatie Jeugdstorm was geweest. Mulisch ontkende dit bericht in de Volkskrant met onder andere de woorden "als het waar was, had ik er wel een prachtige roman over geschreven", terwijl Verkijk beweerde twee onafhankelijke getuigen te hebben gehoord die Mulisch in het NSB-uniform hadden gezien. Aangezien lidmaatschap van de Jeugdstorm door de ouders van de jonge leden werd geïnitieerd, was het eigenlijk geen aanklacht tegen Mulisch maar tegen zijn vader. Het pamflet van Verkijk verscheen in februari 2006.
Net als de door hem bewonderde Thomas Mann was Mulisch een groot liefhebber van Venetië. In het beroemde Hotel des Bains op het Lido, het eiland vlak bij de oude stad, bracht Mulisch jaarlijks enkele weken door. In dit hotel schreef Mann zijn werk De dood in Venetië.
Harry Mulisch overleed op 30 oktober 2010 in zijn huis in Amsterdam aan de gevolgen van kanker. Bij leven benoemde de schrijver een commissie die als opdracht kreeg om zijn literaire nalatenschap te beheren. Hoogleraar moderne Nederlandse letterkunde Marita Mathijsen, NRC-criticus Arnold Heumakers en uitgever Robbert Ammerlaan namen op verzoek van Mulisch plaats in deze commissie.

## Redacteur
Mulisch was naast zijn schrijverschap actief als redacteur van Podium (1958-1962), van Randstad (1961-1969) en van De Gids (1965-1990). Van 1962 tot 1992 was hij bestuurslid van de Schrijversvereniging van De Bezige Bij, de uitgeverij waar hij vanaf zijn eerste publicaties actief was.

## Beoordeling

### Schrijverschap

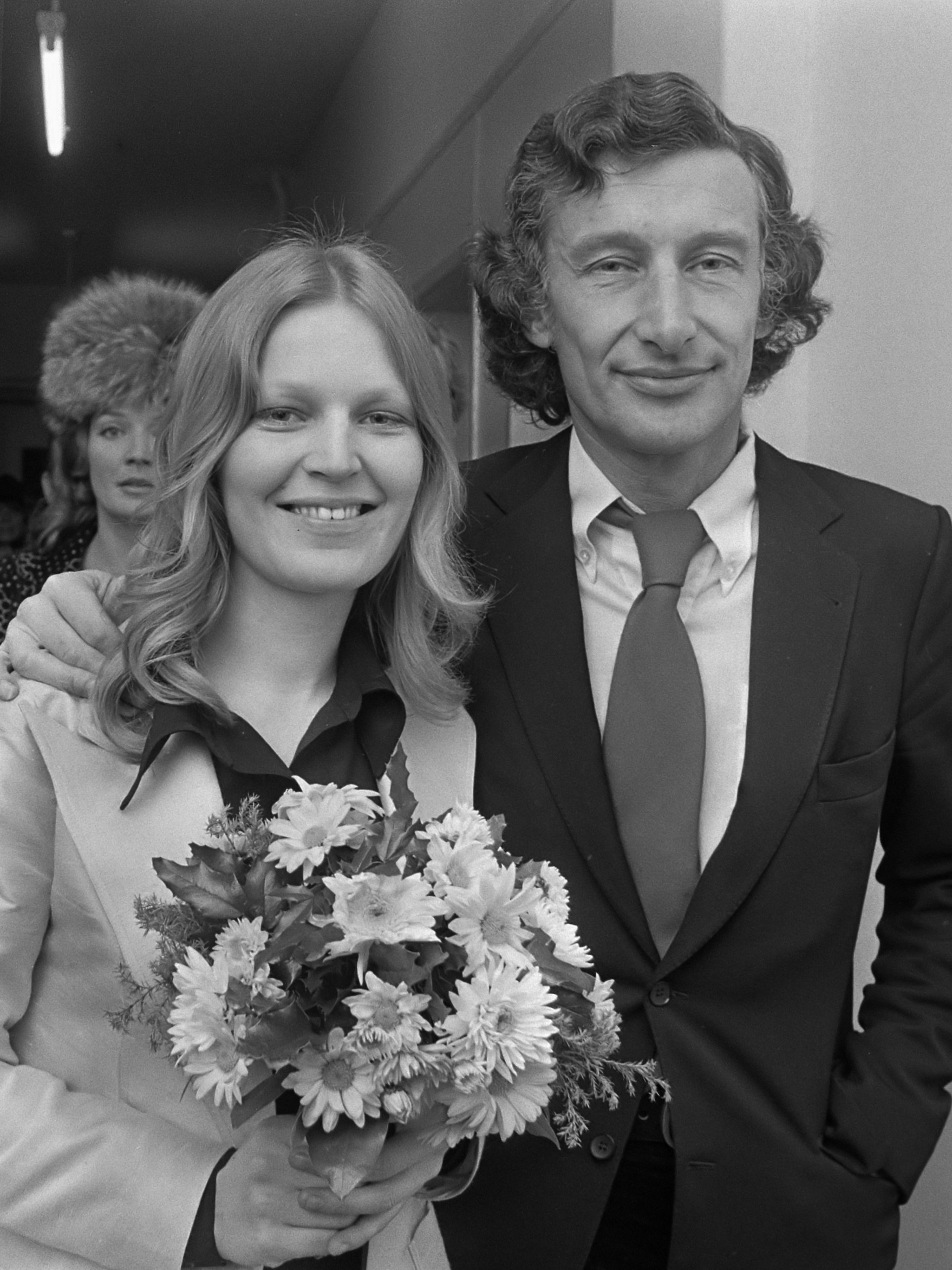
Harry Mulisch en zijn eerste vrouw, Sjoerdje Woudenberg (1971)

Het werk van Mulisch heeft vaak een metafysisch karakter. Hij wordt geprezen om zijn romancompositie. Vaak zijn er binnen zijn romans verschillende verhaallijnen te trekken.
Mulisch zag schrijven als een magisch proces. De taak van de schrijver is om de diepere betekenis van de werkelijkheid zichtbaar te maken. Dat kon volgens Mulisch door mythen en symbolen in de werkelijkheid te herkennen. De grote verhalen van de mensheid verbeelden de diepere betekenis van de werkelijkheid, het levensraadsel. Mulisch liet zijn werk aansluiten op die grote verhalen. De schrijver veranderde in het schrijfproces (op magische wijze) de werkelijkheid zodanig, dat in de gebeurtenissen het bovenpersoonlijke zichtbaar wordt, waardoor ze tot mythe worden verheven. Deze literatuuropvatting wordt magisch-mythisch genoemd.

Mulisch kreeg af en toe te maken met een verwijt van arrogantie. Zelf zei hij (onder meer in Over de verbeelding, zijn dankwoord bij het ontvangen van de P.C. Hooft-prijs) dat dit een houding was van tot het extreme opgedreven zelfspot. Hij sprak daarin van: 
gevallen, waar de hoogmoed, de arrogantie, de ijdele façade voornamelijk pantseringen zijn tegen een al te opdringerige buitenwereld: pantseringen, waarachter kwetsbare zielen schuilgaan: zielen, die ook maar steeds weer moeten beginnen met een stuk steen, met wat verf in tubes, met mogelijke tonen, of met de verzameling woorden van hun taal, zielloos gerangschikt in het woordenboek. Met iets, kortom, waar iedereen over beschikken kan. Met niets dus eigenlijk.
Dat Mulisch zich tientallen jaren deze ironische houding aanmat, werd niet door iedereen als geloofwaardig beschouwd. Daarbij werd gewezen op Mulisch' eigen pamflet Het ironische van de ironie (1976), waarin hij racistische passages in het werk van Gerard Reve bekritiseerde. Volgens Mulisch waren deze wellicht ironisch bedoeld, maar werd deze ironie zo lang volgehouden dat ze eenvoudigweg Reves feitelijke mening werden: "Dat is het ironische van de ironie, dat zij het plotseling niet meer is." Als dat waar is, zou dat ook op kunnen gaan voor Mulisch' eigen zelfspot, aldus zijn critici. Anderen wezen erop dat verschillende onbescheiden uitspraken zo grotesk zijn, dat ze alleen maar ironisch bedoeld konden zijn, zoals: "Ik ben een groot schrijver, daar helpt geen moedertje lief aan." Een ander voorbeeld is de achterkant van de roman De pupil, waarop een foto is afgebeeld van Harry Mulisch met op de achtergrond de Vesuvius. Het onderschrift van de foto luidt: "Van links naar rechts: de Vesuvius, Harry Mulisch".

### Eerbetoon

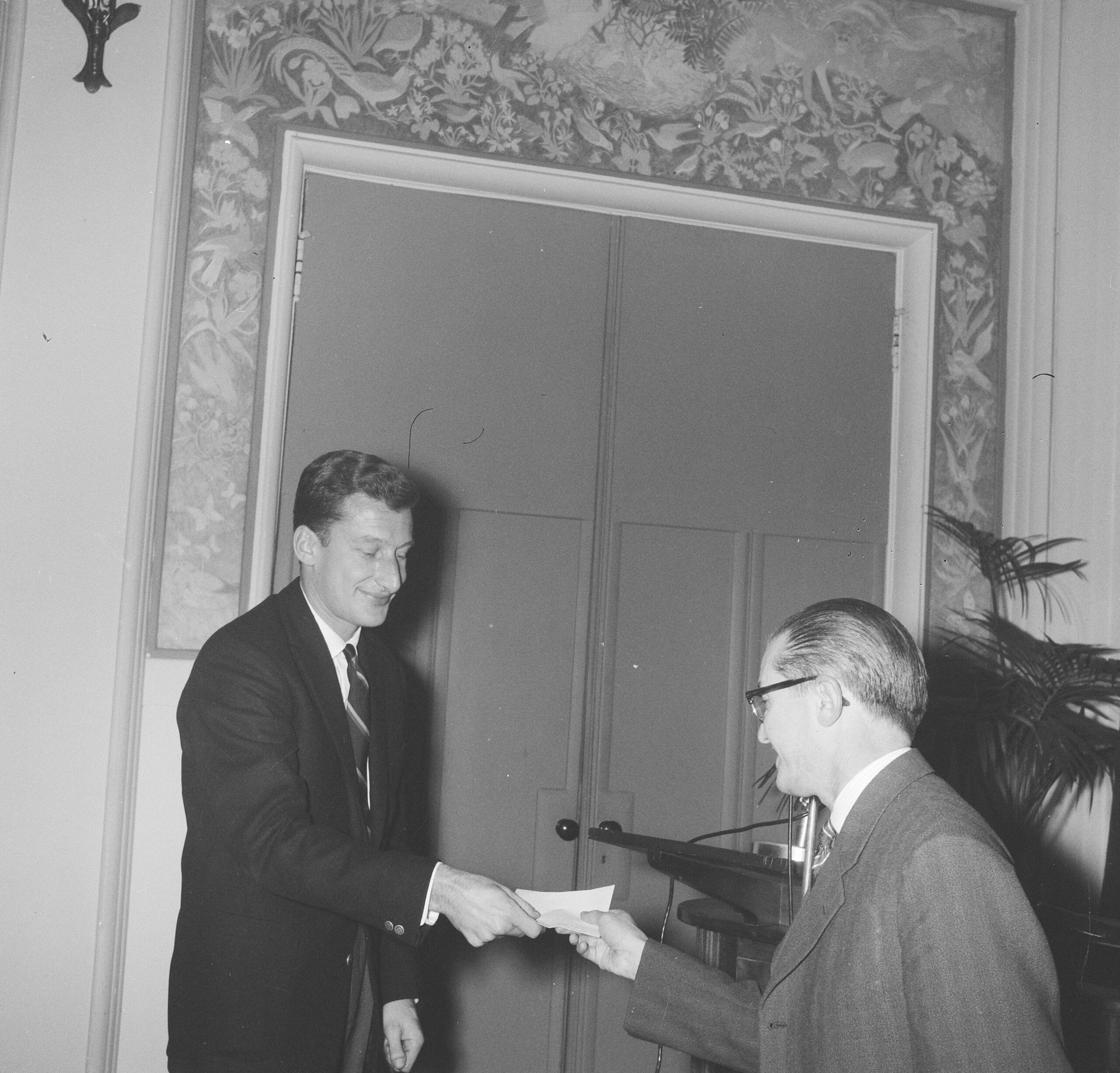
Harry Mulisch neemt de Athos-prijs in ontvangst

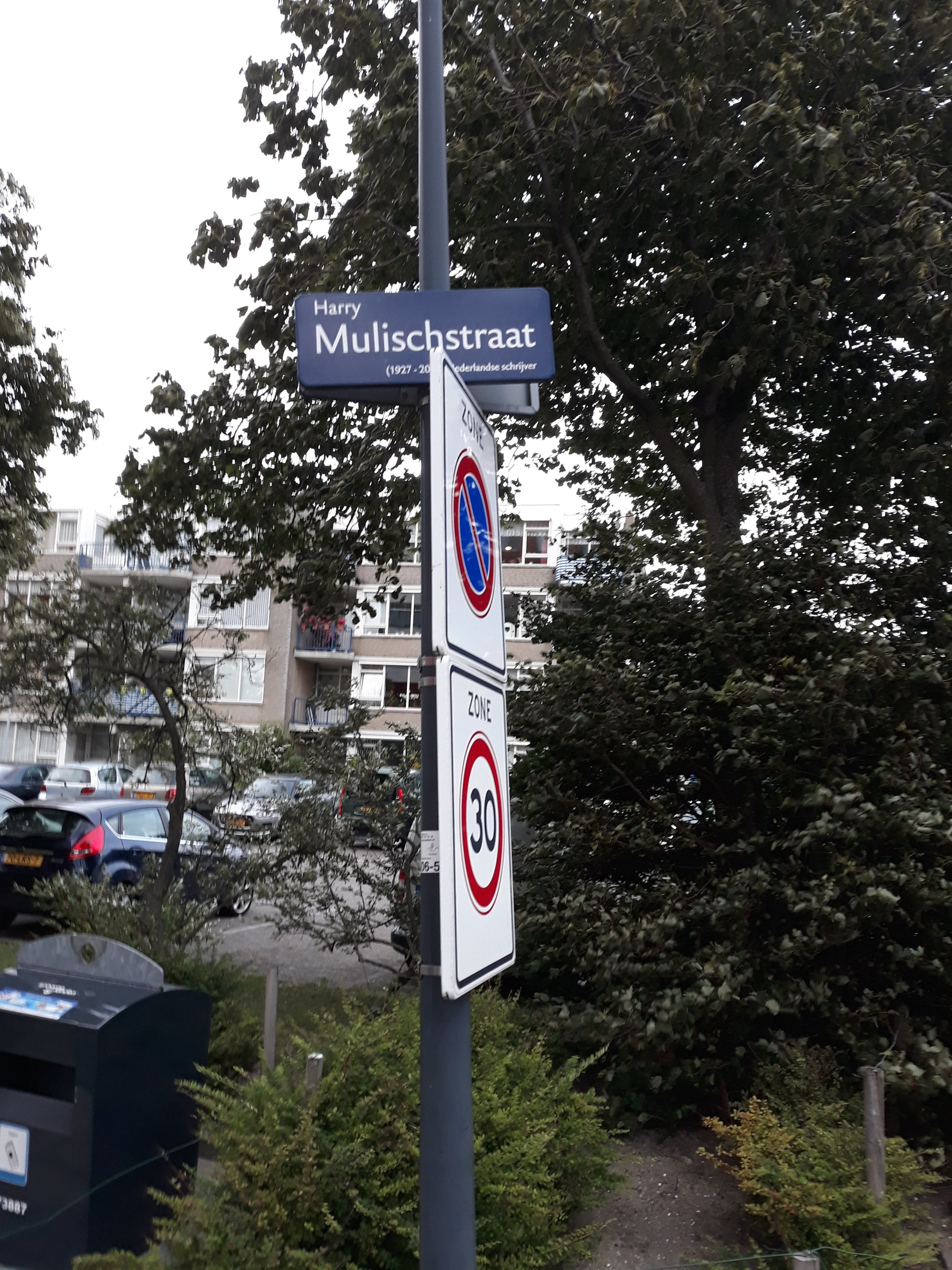
Harry Mulischstraat in Haarlem-Noord

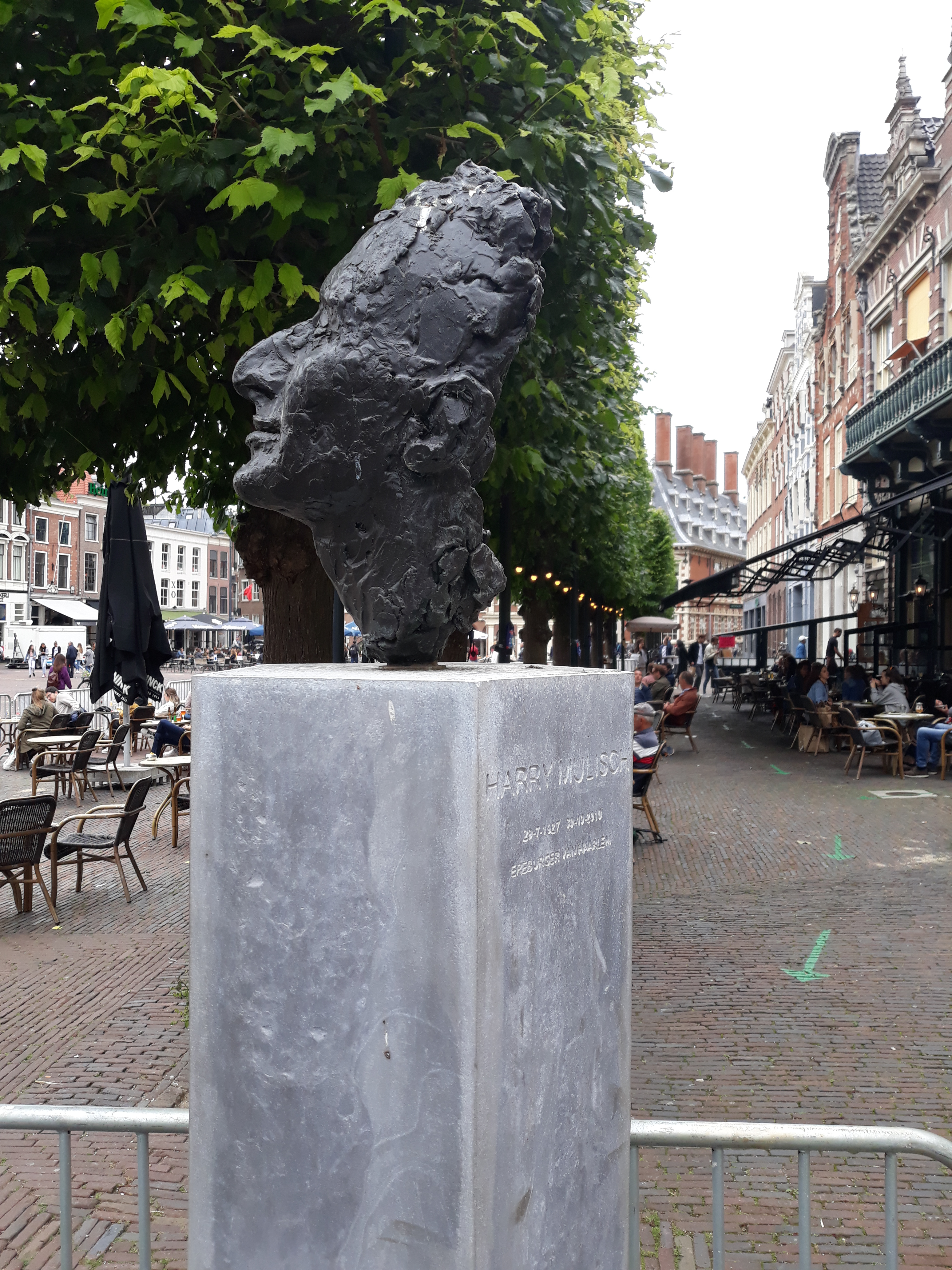
Kop van Mulisch op de Grote Markt te Haarlem

De belangrijkste prijzen die Mulisch mocht ontvangen waren de Reina Prinsen Geerligsprijs (1951, voor archibald strohalm), de Bijenkorf Literatuurprijs (1957, voor Het Zwarte Licht), de Vijverbergprijs (1963, voor De Zaak 40/61), Constantijn Huygensprijs (1977, voor het hele oeuvre), de P.C. Hooft-prijs (1977, voor het hele oeuvre). De aanslag werd in 1986 door middelbarescholieren bekroond als het best gewaardeerde boek. De gemeente Amsterdam kende in 1993 de Multatuliprijs toe aan De ontdekking van de hemel. In 1995 viel hem de Prijs der Nederlandse Letteren ten deel. De recentste prijs was de Libris Literatuur Prijs 1999 voor De Procedure.
In 1977 werd Mulisch tot Ridder in de Orde van Oranje-Nassau benoemd. In 1992 werd hij tot Officier bevorderd. Ter gelegenheid van zijn 70e verjaardag werd hij in 1997 tot Commandeur in de Orde van de Nederlandse Leeuw benoemd. In 2002 ontving hij het Duitse Bundesverdienstkreuz I. Klasse, omdat zijn literaire werk de banden tussen Nederland en Duitsland bevordert. In 2005 eindigde Mulisch op nr. 93 bij de verkiezing van De grootste Nederlander. De ontdekking van de hemel werd in 2007 verkozen tot het beste Nederlandstalige boek aller tijden.
De planetoïde 10251 Mulisch is in oktober 2006 naar hem vernoemd. De auteur reageerde met "Nu ben ik in de hemel" en zei zich gevleid te voelen, met het argument dat zelfs Nobelprijswinnaars vergeten worden, maar hemellichamen niet.
Mulisch ontving op 8 januari 2007 een eredoctoraat aan de Universiteit van Amsterdam bij gelegenheid van de 375e dies natalis van de universiteit; erepromotor was Marita Mathijsen.
Op 30 oktober 2011, een jaar na zijn dood, werd aangekondigd dat het voormalig woonhuis van Mulisch aan de Leidsekade zou worden omgevormd tot een aan de schrijver gewijd museum, genaamd het Harry Mulisch Huis. De voormalige werkkamer van de schrijver is sinds zijn overlijden in originele staat bewaard en wordt van tijd tot tijd opengesteld voor publiek. Het Harry Mulisch Huis organiseert daarnaast activiteiten waarbij aandacht is voor het leven en werk van Harry Mulisch en probeert jonge schrijvers en kunstenaars te steunen en inspireren. Van 2013 tot en met 2018 organiseerde het Harry Mulisch Huis een jaarlijks Harry Mulisch Festival op locaties rond het Leidseplein, met lezingen, muziek, films, leesclubs en debatten. Verder werd de leestafel in het Grand-Café Américain, waaraan Mulisch vaak zat te lezen, omgedoopt tot Harry Mulisch-leestafel en voorzien van een koperen plaquette. In januari 2013 werd in Américain tevens een borstbeeld onthuld, gemaakt door Menno Veenendaal.
In 2020 was er hernieuwde aandacht voor het leven en werk van Mulisch bij zijn tiende sterfdag. Het Literatuurmuseum en het Allard Pierson richtten exposities in over de schrijver en er verschenen verschillende uitgaven, waaronder een bundel met niet eerder gepubliceerde aforismen, samengesteld door Mulisch' weduwe Kitty Saal en Johan Kuiper. Documentairemaker Coen Verbraak haalde herinneringen op aan de schrijver met vrienden en familie bij de tiende sterfdag. Ook verscheen er een podcastserie: De Mulisch-tapes.
In Haarlem, zijn geboorteplaats, werd op 30 oktober 2013 een beeld van hem onthuld. Op 9 augustus 2022 werd in dezelfde plaats ook een straat naar hem vernoemd
Chronologische lijst van prijzen toegekend aan Mulisch:
- 1951 – Reina Prinsen Geerligsprijs voor archibald strohalm
- 1957 – Bijenkorf-literatuurprijs voor Het zwarte licht
- 1957 – Anne Frank-prijs voor archibald strohalm[14]
- 1961 – Athos-prijs groot ƒ 1000,- voor zijn gehele oeuvre[15]
- 1961 – ANV-Visser Neerlandia-prijs voor Tanchelijn
- 1963 – Vijverbergprijs voor De zaak 40/61
- 1977 – Constantijn Huygensprijs voor zijn gehele oeuvre
- 1977 – Cestoda-prijs
- 1977 – P.C. Hooft-prijs voor zijn gehele oeuvre
- 1986 – Diepzee-prijs voor De aanslag
- 1993 – Multatuliprijs voor De ontdekking van de hemel
- 1993 – Mekka-prijs voor De ontdekking van de hemel
- 1995 – Prijs der Nederlandse Letteren voor zijn gehele oeuvre
- 1999 – Libris Literatuur Prijs voor De procedure
- 1999 – Prix Jean Monnet de Littérature Européenne voor De ontdekking van de hemel
- 2003 – De Inktaap voor Siegfried
- 2007 – Prix européen des jeunes lecteurs voor Siegfried
- 2007 – Eredoctoraat aan de Universiteit van Amsterdam
- 2007 – Italiaanse Nonino-prijs voor literatuur
- 2007 – Beste Nederlandse roman aller tijden voor De ontdekking van de hemel

## Bewerkingen

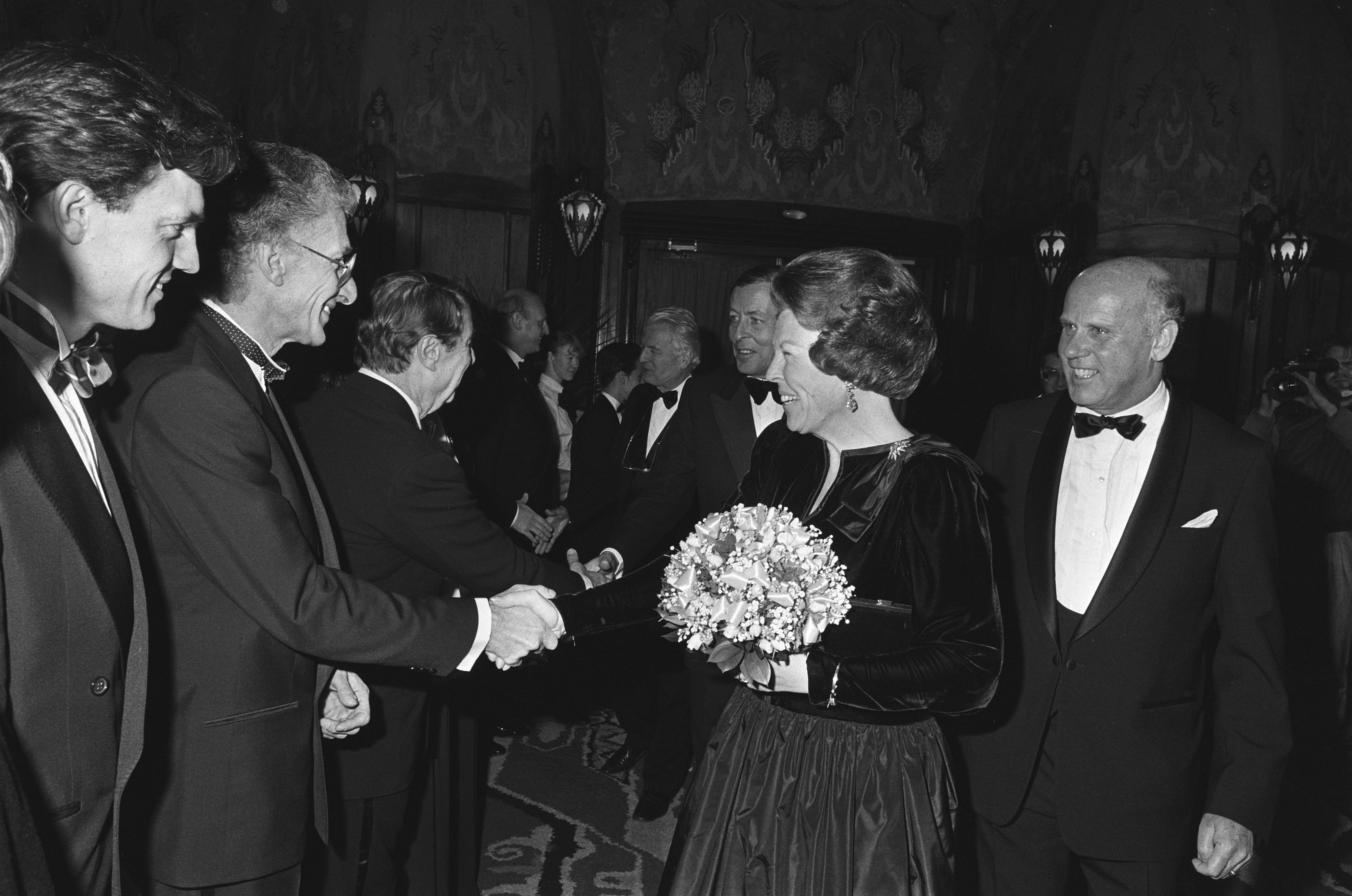
Mulisch bij de première van De aanslag (1986)

### Vertalingen
Mulisch is de meest vertaalde schrijver uit de geschiedenis van de Nederlandse literatuur. Zijn boeken zijn in minstens 38 talen verschenen, te weten Afrikaans, Albanees, Bahasa Indonesia, Bulgaars, Chinees, Deens, Duits, Engels, Esperanto, Estisch, Fins, Frans, Grieks, Hebreeuws, Hindi, Hongaars, Italiaans, IJslands, Japans, Koreaans, Kroatisch, Litouws, Maleis, Noors, Oekraïens, Pools, Portugees, Roemeens, Russisch, Servisch, Servo-Kroatisch, Sloveens, Slowaaks, Spaans, Tsjechisch, Turks, Vietnamees en Zweeds.

### Verfilmingen
De belangrijkste verfilmingen van zijn boeken zijn die van Twee vrouwen (de Engelstalige film Twice a woman in 1981), De aanslag (1986) van Fons Rademakers, bekroond met een Golden Globe en een Oscar, Hoogste tijd (1994) van Frans Weisz en De ontdekking van de hemel (de Engelstalige film The Discovery of Heaven in 2001) van Jeroen Krabbé.

### Toneelbewerkingen
Van eind mei tot en met half juni 2013 speelde het Nationale Toneel in de Koninklijke Schouwburg in Den Haag een toneelbewerking van Mulisch' roman Het stenen bruidsbed uit 1959. Het toneelstuk, dat onder regie staat van Johan Doesburg, ging van half september tot en met half november op tournee door Nederland. Jeroen Spitzenberger, Tamar van den Dop en Stefan de Walle namen de hoofdrollen in het toneelstuk op zich. Gelijktijdig bracht het Letterkundig Museum in Den Haag een tijdelijke tentoonstelling over Het stenen bruidsbed. In 2017 komt Hummenlinck Stuurman met een toneelbewerking van het succesvolle boek twee vrouwen waar ze van midden februari tot half mei op tournee door Nederland gaan, met Renée Soutendijk, Chris Tates en Roos van Erkel in de hoofdrol.

## Secundaire literatuur
- Harry Mulisch, de minstreel van het Leidseplein (1962) – Leo Thuring
- In gesprek met Harry Mulisch (1965) – Nol Gregoor
- Ontmoetingen: Harry Mulisch (1969) – J. van Ham
- Mulisch' verhouding tot de vernietiging (1969) - H. Kaleis
- Mulisch, naar ik veronderstel (1971) – J.H. Donner
- Mis Mulisch! (1972) – Wim van Oosten
- Jacht op de inktvis (1975) – J.H. Donner
- Harry Mulisch. Informatie over leven en werk van Harry Mulisch (1976) – Jeroen Brouwers
- Over "Het stenen bruidsbed" van Harry Mulisch (1977) – Helbertijn Schmitz-Küller
- Omtrent "Het stenen bruidsbed" van Harry Mulisch (1978) – Marie Delleuse
- Harry Mulisch, bibliografie (1979) – Marita Mathijsen
- Van Mulisch’ Oude lucht. Een droomanalyse (1979) – J.H. Donner
- De mythische formule, dertig gesprekken 1951-1981 (1981) – samenstelling Marita Mathijsen
- Kritisch nabeeld, beschouwingen over het werk van Harry Mulisch (1982) – samenstelling Hans Dütting
- Harry Mulisch. De Aanslag (1983) – Jan Heerze
- Over "De aanslag" van Harry Mulisch (1985) – Frans C. de Rover
- Harry Mulisch. Twee vrouwen (Analyse en samenvatting van literaire werken) (1986) – Ruud A.J. Kraaijeveld
- De weg van het lachen, over het oeuvre van Harry Mulisch, proefschrift (1987) – Frans C. de Rover
- De furie van het systeem, over het literaire werk van Harry Mulisch in de jaren vijftig (1988) - E.G.H.J. Kuipers
- De sleutel in de kast. Over "Het stenen bruidsbed" van Harry Mulisch (1989 ) – J.A. Dautzenberg
- De onderkant van het tapijt, Harry Mulisch en zijn oeuvre 1952-1992 (1992) - Mariëtte Haarsma, Erna Staal en Murk Salverda
- De werken van Harry Mulisch. Bibliografie (1992) – Marita Mathijsen
- De tuin der spiegels. Romans en verhalen van Harry Mulisch (1992) – P. Kralt
- Harry Mulisch ontdekt. Over Harry Mulisch en "De ontdekking van de hemel" (1995) – Frans C. de Rover
- Mulisch en de wetenschap. Naar aanleiding van "De ontdekking van de hemel" van Harry Mulisch (1995) – Wim Haan e.a.
- Alles is altijd uit de Bijbel. Schriftuurlijke verwijzingen in "De ontdekking van de hemel" (1995) – Peter Henk Steenhuis
- Onveranderlijk, veranderlijk, Harry Mulisch tussen literatuur, journalistiek, wetenschap en politiek in de jaren zestig en zeventig (1999) – Jos Buurlage
- De Hond en de Duitse ziel (2002) – Christopher Buchwald
- Mulisch toegesproken (toespraken voor Harry Mulisch) (2002) – diverse auteurs
- Zijn getijdenboek (2002) – Onno Groen
- Het voorbestemde toeval. Gesprekken met Harry Mulisch (2002) – Marita Mathijsen
- Harry Mulisch, fel anti-nazi, maar sinds wanneer? (2005) - Dick Verkijk
- Onsterfelijk leven (2007) – samenstelling Onno Blom
- Jij bent de absolute harmonie: laudatie bij de tachtigste verjaardag van Harry Mulisch (2007) – Connie Palmen
- Bestrijd het leed dat Mulisch heet: Propria Cures over een tachtigjarige (2007) – Lucas Ligtenberg en Bob Polak
- Twee vrouwen en meer (2008)- Marita Mathijsen
- De Bewondering (2008) – Ewald Vanvugt
- Halfdoden en de hemel: experimenteel zelfonderzoek en surrealiteitsverlangen bij de jonge Harry Mulisch (2008) - Michel Dupuis
- Profiel Harry Mulisch: een documentaire (2008) – Hans Dütting
- Harry Mulisch, 1927-2010, een "documentaire" (2011) - Hans Dütting (bijgewerkte uitgave van Profiel Harry Mulisch: een documentaire uit 2008)
- 64+1: De ontdekking van de hemel in 65 velden (2012) – Jan Timman
- De hemel ontdekt, alles en minder over "De ontdekking van de hemel" van Harry Mulisch (2014) - Atte Jongstra
- De Mulisch Mythe: Harry Mulisch: schrijver, intellectueel, icoon (2015) - Sander Bax
- Telefoon voor de heer Mulisch en andere anekdotes over de beroemdste schrijver van Nederland (2015) – Stijn Aerden
- Zijn eigen land (2016) - Robbert Ammerlaan
- De ijdele façade. Over de ironische zelfvergroting van Harry Mulisch (2018) - Marc van Zoggel
- De wondergrijsaard. Portret van Harry Mulisch (2020) - Onno Blom
- Huiskamerlyriek en atoompoëten. Poëzierecensies 1951-1954 (2023)